# Списак игара улога
Следи списак игара улога.

## А
- Алшард (Alshard )
- Ардуин (Arduin )
- Арианрход (Arianrhod )
- Анђео (нем. Engel )

## Б
- Бојни змајеви (Battle Dragons)
- Бојна секира (Battle axe)

## В
- Витезови и чаролија (Chivalry and Sorcery )
- Вештина сна (Dream Craft )
- Вечна потрага (Ever Quest )
- Вампирска маскарада (Vampire the Masquerade )

## Г
- Главна кула замка (Donjon )
- ГУРПС Проклета олуја (GURPS Banestorm )
- Гурпс Диск свет (GURPS Discworld )
- Господар прстенова (Lord of the Rings )

## Д
- Двори Крсташа (Castles & Crusades )
- Деца сунца (Children of the Sun )
- Делирија (Deliria )
- Демонска јазбина (Demon's Lair )
- Дијана: Кнегиња ратник (Diana: Warrior Princess )
- Диомин (Diomin )
- Драчи доупе (Dračí doupě )
- Драуг (Draug )

## Е
- Ердор (Erdor )

## З
- Земља у метежу (Chaos Earth )
- Змајеви ратници (Dragon Warriors )
- Змајева потрага (Dragon Quest )
- Забрањена краљевства (Forbidden Kingdoms )
- Змајев одбор (Pendragon )

## И
- Изнурена канџа (Jade claw )

## Ј
- Јуначка потрага (HeroQuest )

## К
- Крајна тајна (Arcanum )
- Крзнени гусари (Furry Pirates )

## Л
- Лагуми и змајеви (Dungeons & Dragons)

## М
- Мачак (Cat )
- Мрачно око (The Dark Eye )
- Мртав изнутра (Dead Inside )
- Маска црвене смрти (Masque of the Red Death )
- Мидград (Midgard )
- Мрачни чаробњак (Night Wizard )
- Мрачна дружина (The Black Company )

## Н
- Доносилац олује (Stormbringer)
- Мачоноша (Swordbearer )
- Незнане армије (Unknown Armies )

## О
- Опасна путовања (Dangerous Journeys )
- Орковски свет (Ork world )
- Откровење (Revelation )

## П
- Плава ружа (Blue Rose )
- Паклене муке (The Burning Wheel )
- Племићи (Nobilis )
- Преко оштрице (Over the Edge )
- Паладинијум (Palladium )
- Пређашња сенка (The Shadow of Yesterday )
- Потрага за руном (Rune Quest )
- Племе 8 (Tribe 8 )

## Р
- Рефлексна моћ (Albedo )
- Ратна вештина (Warcraft )
- Ратни чекић (Warhammer )

## С
- Авантуристи Севера - Хероји Калевале (Adventurers of the North - Kalevala Heroes )
- Снажни сиви соко (Living Grey hawk )
- Спасоносно блато (Redemption Mud )
- Седам мора (Seventh Sea )
- Саге из маште (The Fantasy Sagas )
- Свет у теснацу (World Tree )

## Т
- Тибет (Tibet )
- Тунели и тролови (Tunnels and Trolls )

## У
- Узвишене пустоловине (High Adventure Role Playing )
- Улога господара (Rolemaster )

## Ф
- Ф. А. Т. А. Л. (F.A.T.A.L. )
- Фенг Шуи (Feng Shui )
- Игра улога средње земље (Middle-earth Role Playing )

## Ц
- Царство из маште (Fantasy Imperium )
- Царство Меику (Meikyu kingdom )

## Ч
- Гвоздени јунаци (Iron Heroes )
- Гвоздена канџа (Iron claw )
- Загонетка челика (The Riddle of Steel )
- Чаробњак (Sorcerer )